# Selene-Nunatak
Der Selene-Nunatak ist ein 1200 m hoher Nunatak im Osten der westantarktischen Alexander-I.-Insel. In den Planet Heights ragt er westlich des Lunar Crag auf.
Das UK Antarctic Place-Names Committee benannte ihn 1988 in Anlehnung an die Benennung des Lunar Crag nach Selene, der Mondgöttin aus der griechischen Mythologie.